# LALIGA Genuine
LALIGA GENUINE es una competición de fútbol para personas del colectivo DI (discapacidad intelectual) de España. Está organizada a través de la Fundación LaLiga y representa el compromiso del fútbol profesional con la diversidad y la inclusión. La primera edición se celebró en 2017-18

## Desarrollo
La iniciativa surgió en 2016 cuando el Nástic de Tarragona presentó a LALIGA un proyecto de fútbol integrador. Se trataba de desarrollar una liga de personas con discapacidad intelectual mediante los clubes asociados, y sería la Fundación de LaLiga quien coordinaría las competiciones. En abril de 2017 se realizaron los primeros partidos, en los que participaron 18 clubes y en mayo del mismo año fue presentada LaLiga Genuine. En la segunda temporada, 2018-19, participaron 30 clubes y en 2019-20, 36 clubes. En la temporada 2020-21, la competición estuvo formada por 42 equipos, formando parte de ella todos los equipos de la entonces denominada LaLiga Santander (excepto el Real Madrid).
La mascota de LALIGA Genuine se llama Komoyo, fue diseñada por los propios jugadores y fue presentada en sociedad el 14 de junio de 2018. Representa simbólicamente a un campo de fútbol en dos cuerpos cuadrangulares y es de color verde con rasgos dibujados en blanco.

## Jugador Genuine
En 2023 se entregó el primer premio al mejor jugador del año Genuine, que fue entregado al "blaugrana" Nil Trape.
La Fundación LaLiga junto a la Fundación Universia han puesto en marcha un sistema de becas para la formación de los jugadores de LaLiga Genuine Santander.

## Equipos participantes
Los equipos participantes pueden ser masculinos o mixtos y deben estar formados por jugadores con al menos 16 años de edad y una discapacidad del 33%.
Los equipos se dividen en dos grupos: grupo Compañerismo y grupo Deportividad. La competición, por su parte, consta de 9 grupos de 4 equipos, que juegan tres partidos cada uno, en sistema de liga, contra el resto de equipos de su grupo. Estos partidos se disputan en diferentes sedes de la geografía española, siendo la primera sede y la última las únicas que acogen a la totalidad de los equipos. Las sedes intermedias alternan a la mitad de los equipos.
LaLiga Genuine Santander, en la temporada 20-21, estaba formada por 42 equipos/escuela (o fundaciones) asociados a los clubes de fútbol profesional que participaban en LaLiga Santander o en LaLiga SmartBank. En la primera temporada participaron 36 equipos, pero para la campaña 2021-22 se sumaron otros  seis: Fundació Barça, SD Ponferradina, CF Fuenlabrada, Burgos CF, FC Cartagena y UD Ibiza. En la temporada 2022-23 se unieron dos equipos más: Real Madrid Genuine y FC Andorra. 
| Equipos participantes temporada 2020/21 |                          |
| Club                                    | Club                     |
| Athletic Club Fundazioa                 | Fundación Celta Integra  |
| Real Club Deportivo Espanyol            | Fundación Rayo Vallecano |
| Fundación Club Atlético de Madrid       | Real Oviedo C. F.        |
| Real Sporting de Gijón                  | Real ValladoliDI         |
| Sevilla Fútbol Club                     | Club Deportivo Leganés   |
| R. C. D. La Coruña                      | Girona Fútbol Club       |
| Real Betis Balompié                     | Granada Club de Fútbol   |
| Real Sociedad Fundazioa                 | Real Zaragoza            |
| Levante Unión Deportiva EDI             | Fundación Albacete       |
| Cádiz Club de Fútbol                    | S. D. Eibar Fundazioa    |
| Fundació Futbol Base Reus               | U. D. Las Palmas         |
| Club Gimnàstic de Tarragona             | Club Deportivo Lugo      |
| Real Club Deportivo Mallorca            | Córdoba C. F.            |
| Valencia Club de Fútbol                 | S. D. Huesca             |
| Club Atlético Osasuna                   | Getafe Club de Fútbol    |
| Deportivo Alavés                        | U. D. Almería            |
| Club Deportivo Tenerife                 | Fundación Málaga C. F.   |
| Villarreal Club de Fútbol               | Elche Club de Fútbol     |

## Formato
Las competiciones se desarrollan en formato de fútbol 8 (7 jugadores + portero); y cada club aporta 16 jugadores por sede. Todos los partidos constan de cuatro tiempos de 10 minutos con 2 intermedios de 2 minutos entre la primera y segunda parte y la tercera y la cuarta y 5 minutos de descanso entre la segunda y la tercera parte. En los partidos se reparten puntos no solo por ganarlos, sino por otro méritos de comportamiento, juego limpio, etc. Estos puntos no solo se adjudican por el comportamiento de los jugadores, también por la actitud de las aficiones, el entrenador y el equipo técnico. Al final de cada partido se reúnen el árbitro, el director del campo y los equipos para valorar el juego de sus contrincantes.
En cada temporada hay tres campeones de LaLiga Genuine: el campeón del grupo Deportividad, el campeón del grupo Compañerismo y el campeón del fair play.